# Benjamin Swain
Benjamin William Oliver Swain, meglio noto con il soprannome di Ben Swain, (Welwyn Garden City, 31 marzo 1986), è un tuffatore britannico.

## Biografia
Ha partecipato ai Giochi olimpici di Pechino 2008 in rappresentanza della Gran Bretagna, classificandosi 26º nel trampolino 3 m non riuscendo quindi a passare la fase eliminatoria, e 7º nel trampolino 3 m sincronizzato con il compagno di squadra Nick Robinson-Baker.
Nel febbraio 2010 è stato colpito da un grave infortunio al legamento crociato anteriore che posto fine alla sua stagione agonistica. È ritornato ai tuffi nel 2011 ma non è riuscito a guadagnare la qualificazione ai Giochi di Londra 2012.